# Pellenberg
Pellenberg is een dorp in de Belgische provincie Vlaams-Brabant en een deelgemeente van Lubbeek. Het is de westelijkste deelgemeente. Pellenberg was een zelfstandige gemeente tot aan de gemeentelijke herindeling van 1977.

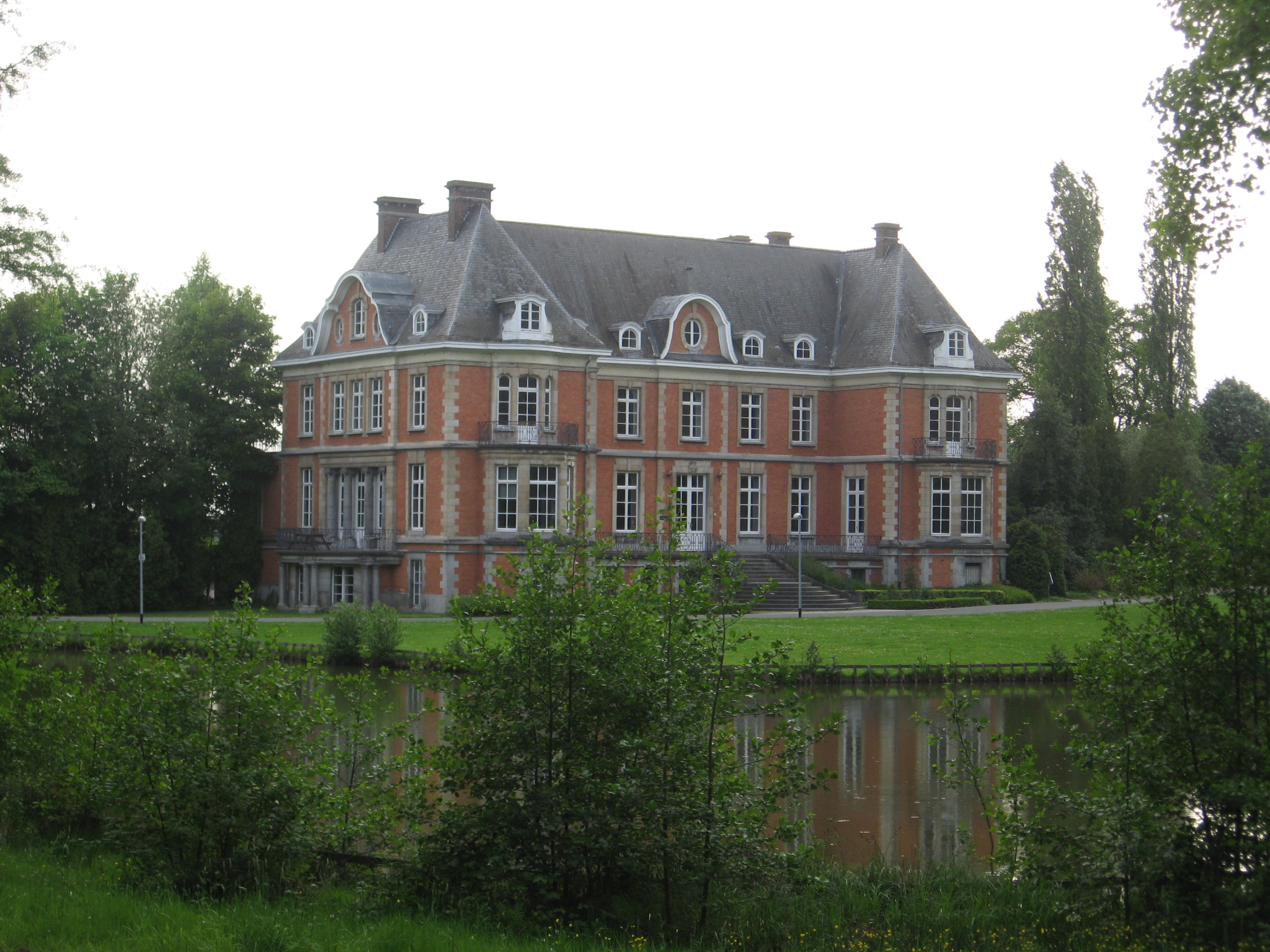
Kasteel de Maurissens in Pellenberg

## Toponymie
Het toponiem zou komen van Kapellenberg of Galgenberg. Nochtans heet de heuvel waaraan het dorp zijn naam te danken heeft de Molenberg.

## Geschiedenis
Pellenberg kreeg in de 17e eeuw het statuut van baronie. Juridisch viel de baronie van Pellenberg onder de meierij van Lubbeek, in het kwartier van Leuven in het hertogdom Brabant. Na de Franse invasie werd Pellenberg als gemeente bij het kanton Herent van het Dijledepartement ingedeeld.
In 1831 werd in Pellenberg gesproken over een vredesakkoord tussen België en Nederland, nadat de Nederlandse troepen tijdens de Tiendaagse Veldtocht in Boutersem door het Belgische leger waren tegengehouden.

## Geografie
Pellenberg is de op twee na grootste deelgemeente van Lubbeek met 8,09 km² en het centrum van Pellenberg is het op twee na hoogste punt van Vlaams-Brabant (106m).

## Bezienswaardigheden
- De Sint-Pieterskerk
- De Sint-Annakapel
- Het eclectische Kasteel de Maurissens, genoemd naar de opdrachtgevers uit 1916, de adellijke familie de Maurissens. Sinds 1949 is het kasteel met het bijbehorende park eigendom van de Katholieke Universiteit Leuven.

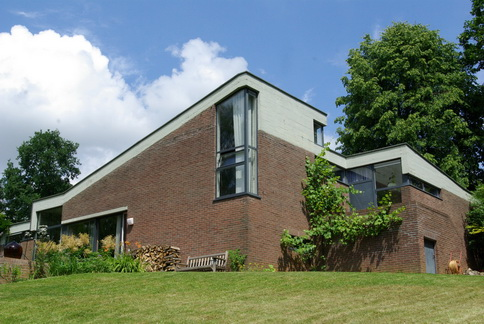
Privéwoning van architect Marc Dessauvage
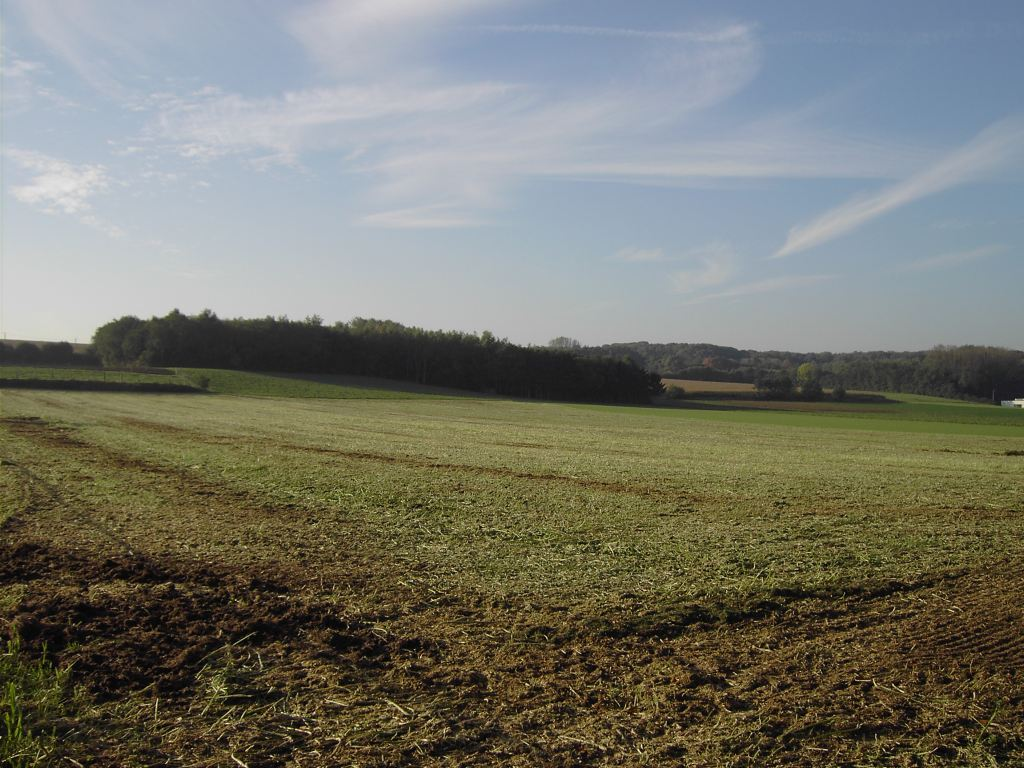
Zicht op de Pellenberg
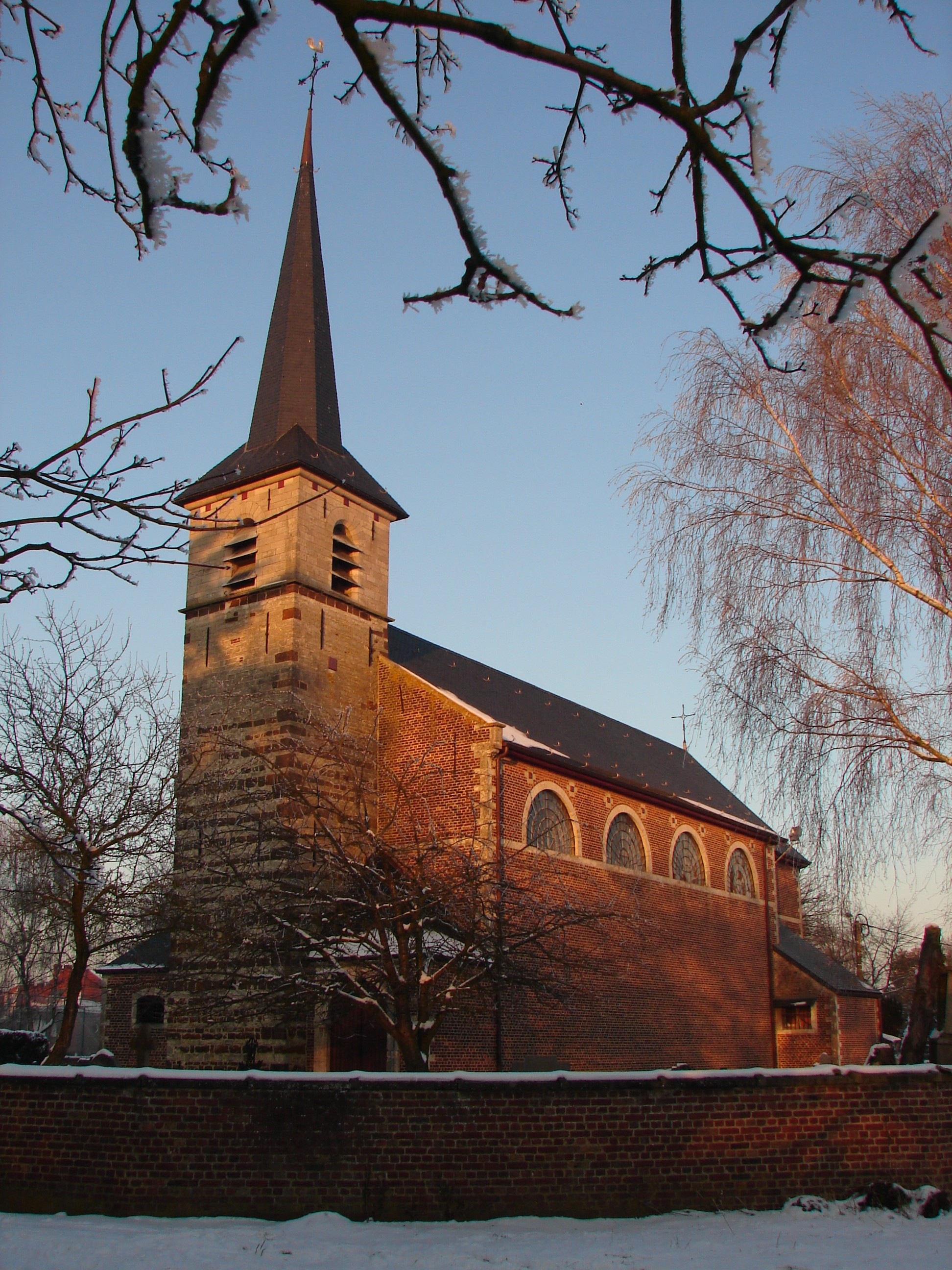
De Sint-Pieterskerk

## Natuur en landschap
Pellenberg ligt in het Hageland op een hoogte van 40-104 meter. Natuurgebieden in de directe omgeving zijn het Koebos, het Korbeekbos  en het Gasthuisbos.

## Demografische ontwikkeling
- Bronnen:NIS, Opm:1831 tot en met 1970=volkstellingen; 1976 = inwoneraantal op 31 december

## Mobiliteit

### Openbaar vervoer
Het openbaar vervoer in Pellenberg wordt verzorgd door De Lijn. Door de nabijheid van Leuven en de campus Pellenberg van het UZ Leuven, kent Pellenberg een heel goede bediening: het centrum van deze deelgemeente wordt ontsloten door lijn 3 (Leuven – Pellenberg – Lubbeek) die op weekdagen een kwartierfrequentie kent. Alle ritten vertrekken in Leuven, de ene helft rijdt tot 'Pellenberg Kliniek', de andere tot aan 'Lubbeek Dorp'. Boven op deze bediening kent Pellenberg ook nog twee schoolbussen: lijn 527 naar Heverlee en lijn 590 naar Aarschot.
Voor intragemeentelijke verplaatsingen in de fusiegemeente Lubbeek die niet met lijn 3 mogelijk zijn, kunnen de inwoners van Pellenberg een beroep doen op lijn 485 snelbus Leuven – Lubbeek – Tienen door over te stappen in Lubbeek Dorp en de belbus Bierbeek – Oud-Heverlee – Lubbeek.

### Wegennet
In de nabijheid van het dorp liggen de N2 en de N3, die beide westwaarts naar Leuven leiden en oostwaarts respectievelijk naar Diest (N2) en Tienen (N3).

## Overleden
- Jef Houthuys (1922-1991), syndicalist

## Nabijgelegen kernen
Linden, Korbeek-Lo, Lovenjoel, Lubbeek
Deelgemeenten: Binkom · Linden · Lubbeek · Pellenberg

Belgische gemeenten · Arrondissement Leuven · Vlaams-Brabant · Vlaanderen